# Compsoctena fossoria
Compsoctena fossoria är en fjärilsart som beskrevs av Edward Meyrick 1920. Compsoctena fossoria ingår i släktet Compsoctena och familjen Eriocottidae. Inga underarter finns listade i Catalogue of Life.